# Chrysiptera arnazae
Chrysiptera arnazae là một loài cá biển thuộc chi Chrysiptera trong họ Cá thia. Loài này được mô tả lần đầu tiên vào năm 2010.

## Từ nguyên
Từ định danh arnazae được đặt theo tên của Arnaz Mehta, vợ của tác giả Mark V. Erdmann, người đã hỗ trợ ông hết mình trong thời gian khảo sát thực địa ở bán đảo Đầu Chim (nơi loài này xuất hiện).

## Phạm vi phân bố và môi trường sống
C. arnazae được biết đến qua các mẫu vật được tìm thấy ở phía bắc đảo New Guinea (Tây Papua và một phần Papua New Guinea), cũng như tại đảo Halmahera và phía bắc Sulawesi (Indonesia).
C. arnazae thường sống ở khu vực rạn san hô viền bờ, tập trung gần các loài san hô Acropora và Seriatopora hystrix, độ sâu khoảng 3–20 m.

## Mô tả
Chiều dài lớn nhất được ghi nhận ở C. arnazae là gần 4 cm. Thân có màu xanh coban, trừ một phần thân sau màu vàng, lan rộng đến phía sau của vây lưng và vây hậu môn. Có hai vạch đen từ mõm ngược lên trước hốc mắt. Vây bụng phần lớn là màu vàng (một số tia có màu xanh lam).
Số gai ở vây lưng: 13; Số tia vây ở vây lưng: 9–10; Số gai ở vây hậu môn: 2; Số tia vây ở vây hậu môn: 11–12; Số gai ở vây bụng: 1; Số tia vây ở vây bụng: 5; Số tia vây ở vây ngực: 13–15.

## Sinh thái học
C. arnazae thường hợp thành từng nhóm nhỏ và ăn động vật phù du. Cá đực có tập tính bảo vệ và chăm sóc trứng; trứng bám chặt vào nền tổ. C. arnazae nằm trong nhóm phức hợp loài Chrysiptera hemicyanea.